# 卡瓦涅斯德埃斯格瓦
卡瓦涅斯德埃斯格瓦，是西班牙卡斯蒂利亚-莱昂布尔戈斯省的一个市镇。总面积27平方公里，总人口249人（2001年），人口密度9人/平方公里。